# Czin (stan)
Czin (birm. ချင်းပြည်နယ် /tɕʰɪ́ɴ pjìnɛ̀/) – jeden ze stanów w Mjanmie (Birmie), ze stolicą w Haka.
Od strony zachodniej stan ten graniczy z Indiamii i Bangladeszem, od wschodu z prowincjami Sikong i Magwe, a od południa ze stanem Rakhine. Teren stanu zajmują wyżyny i góry (z najwyższą Górą Wiktorii) poprzecinane głębokimi dolinami. Główne rzeki to Manipur i Kaladan. Ukształtowanie terenu i jego zalesienie nie sprzyja rozwojowi rolnictwa
Populacja stanu wynosi 478 690 osób. Większość ludności stanowią Czinowie, poza tym Czin zamieszkują Nagowie, Birmańczycy, a na południu także Arakanowie. 
Stan dzieli się na 3 dystrykty: Haka, Falam i Mindat.